# 고창대성고등학교
고창대성고등학교는 전라북도 고창군 대산면에 있었던 공립 종합 고등학교이다.

## 연혁
- 1976년 3월 1일: 인문계 고창대성고등학교 개교
- 1991년 3월 1일:정보처리과 신설로 종합 고등학교로 개편
- 2004년 2월 29일: 폐교 (26회 졸업)[1][2]